# Velimir Vidić
Velimir Vidić (Vitez, 12. travnja 1979.) bivši je bosanskohercegovački nogometaš. 
Ovaj obrambeni igrač svoju karijeru je započeo u rodnome Vitezu, u redovima tamošnjeg NK Viteza. Osim NK Viteza prije dolaska u HŠK Zrinjski nastupao je i za tuzlansku FK Slobodu. U Zrinjski je došao u sezoni 2003./2004. nogometne Premijer lige BiH. Zajedno sa Zrinjskim osvojio je naslov prvaka države u sezoni 2004./2005. Prije zimskog prijelaznog roka sezone 2007./2008. Premijer lige BiH, prešao u redove Širokog.
2008. godine je prešao u MŠK Žilina, klub koji nastupa u 1. slovačkoj nogometnoj ligi, a 2009. u FC Gossau, druga švicarska liga. U sezoni 2009./2010. još nastupa za HNK Šibenik, a zatim u sezoni 2010./2011. prelazi u RNK Split. Vidić ima jedanaest nastupa za Nogometnu reprezentaciju Bosne i Hercegovine.